# King Salmon (Ugashik)
Pour les articles homonymes, voir King Salmon (homonymie).
La rivière King Salmon est un cours d'eau d'Alaska, aux États-Unis situé dans le Borough de Lake and Peninsula. C'est un des affluents de la rivière Ugashik.

## Description
Longue de 35 milles (56 km), elle prend sa source dans le lac Mother Goose et coule en direction du nord-ouest jusqu'à son confluent avec la rivière Ugashik, à 7 milles (11 km) au sud de la baie de Bristol et à  8 milles (13 km) au sud-ouest d'Ugashik.
Elle a été référencée en 1900 par le lieutenant J.F. Moser.

## Sources
- (en) « King Salmon (Ugashik) », Geographic Names Information System